# Clash at the Castle: Scotland
Clash at the Castle: Scotland là một sự kiện đấu vật chuyên nghiệp diễn ra vào năm 2024 do WWE của Mỹ tổ chức. Đây là sự kiện Clash at the Castle thứ hai và diễn ra vào ngày 15 tháng 6 năm 2024, tại OVO Hydro ở Glasgow, Scotland. Sự kiện sẽ được phát sóng thông qua trả tiền cho mỗi lần xem (PPV) và phát trực tiếp và sẽ được tổ chức cho các đô vật từ bộ phận thương hiệu Raw và SmackDown. Đây sẽ là sự kiện PPV và phát trực tiếp đầu tiên của WWE được tổ chức tại Scotland. Không giống như sự kiện ban đầu, tiêu đề của sự kiện năm 2024 không liên quan đến bất kỳ lâu đài nào ở Glasgow.
Năm trận đấu đã được diễn ra tại sự kiện này. Trong trận đấu tâm điểm, Damian Priest đã đánh bại Drew McIntyre để giữ lại đai Raw's World Heavyweight Championship. Trong một trận đấu nổi bật khác, là trận mở màn, Cody Rhodes đã đánh bại AJ Styles trong trận đấu "I Quit" để giữ lại đai SmackDown's [[Undisputed WWE Championship.

## Sản xuất

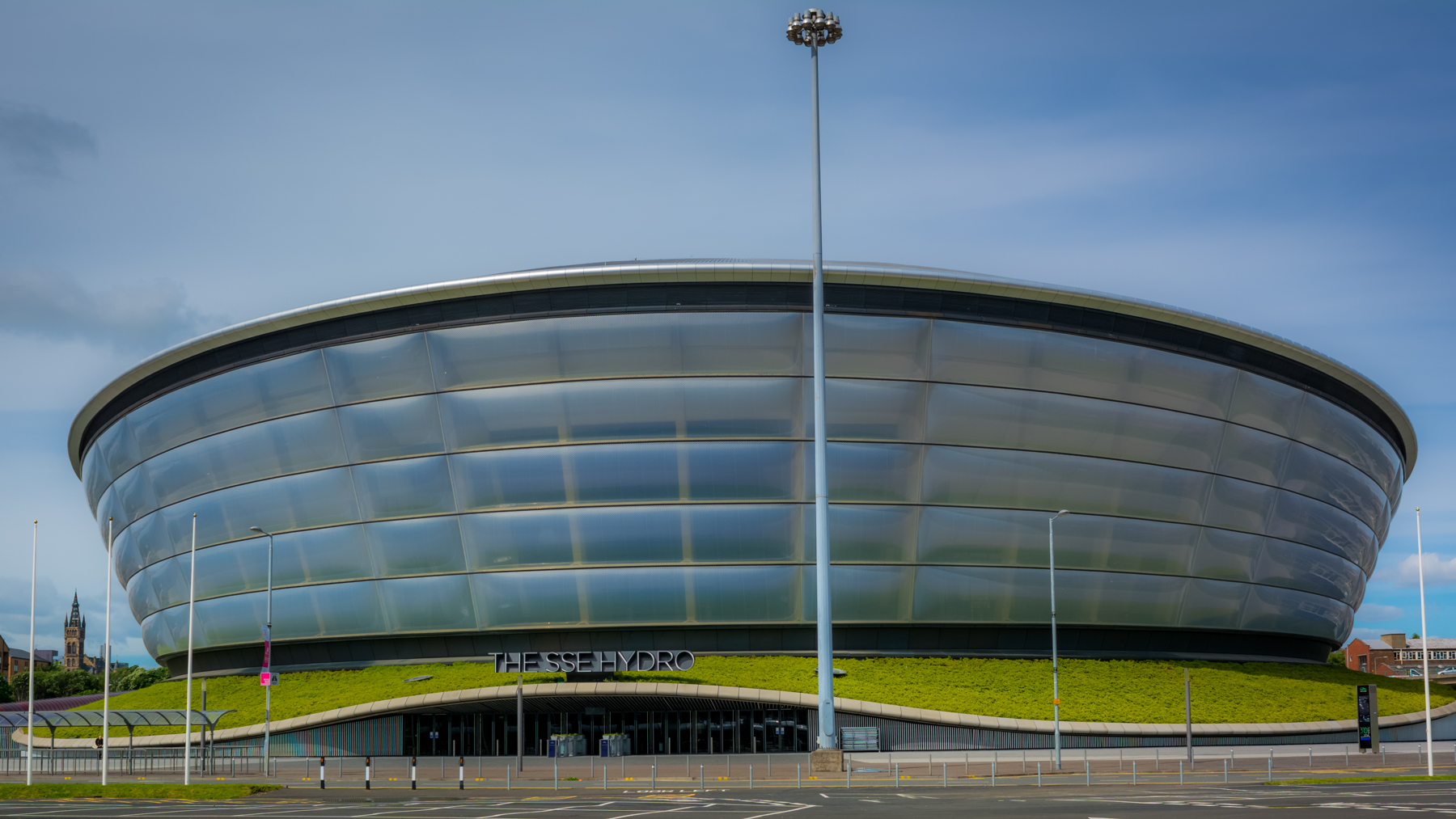
Sự kiện được tổ chức tại OVO Hydro ở Glasgow, Scotland.

Vào tháng 9 năm 2022, tổ chức đấu vật chuyên nghiệp của Mỹ WWE đã tổ chức một sự kiện ở Cardiff, xứ Wales mang tên Clash at the Castle. Tiêu đề của nó liên quan đến Lâu đài Cardiff, nằm gần địa điểm tổ chức sự kiện, Sân vận động Thiên niên kỷ. Đây là sự kiện phát trực tiếp và trả tiền cho mỗi lượt xem (PPV) lớn đầu tiên của WWE được tổ chức tại Vương quốc Anh kể từ sự kiện Insurrextion năm 2003 và tại một sân vận động ở Vương quốc Anh kể từ SummerSlam 1992.
Trong tập Monday Night Raw ngày 1 tháng 4 năm 2024, đã có thông báo rằng Clash at the Castle thứ hai sẽ diễn ra vào ngày 15 tháng 6 năm 2024. Nơi tổ chức được xác nhận vào ngày hôm sau là OVO Hydro ở Glasgow, Scotland, mặc dù không có tham chiếu đến bất kỳ lâu đài nào ở Glasgow. Điều này đánh dấu sự kiện PPV và phát trực tiếp đầu tiên của WWE được tổ chức tại quốc gia này cũng như đưa Clash at the Castle trở thành một sự kiện định kỳ ở Vương quốc Anh. Nó sẽ được phát sóng trên PPV trên toàn thế giới và các dịch vụ phát trực tiếp Peacock ở Hoa Kỳ cũng như WWE Network ở hầu hết các thị trường quốc tế và có sự góp mặt của các đô vật từ thương hiệu Raw và SmackDown. Người ta cũng thông báo rằng tập Friday Night SmackDown tối hôm trước sẽ được tổ chức tại cùng địa điểm. Vé đã được bán vào ngày 26 tháng 4 với các gói combo có sẵn.

## Tổ chức
| Vai trò                          | Tên               |
| -------------------------------- | ----------------- |
| Bình luận viên tiếng Anh         | Michael Cole      |
| Bình luận viên tiếng Anh         | Corey Graves      |
| Bình luận viên tiếng Anh         | Wade Barrett      |
| Bình luận viên tiếng Tây Ban Nha | Marcelo Rodríguez |
| Bình luận viên tiếng Tây Ban Nha | Jerry Soto        |
| Thông báo viên sàn đấu           | Samantha Irvin    |
| Trọng tài                        | Jessika Carr      |
| Trọng tài                        | Dan Engler        |
| Trọng tài                        | Eddie Orengo      |
| Trọng tài                        | Charles Robinson  |
| Phỏng vấn viên                   | Cathy Kelley      |
| Người điều khiển trước trận đấu  | Jackie Redmond    |
| Người điều khiển trước trận đấu  | Big E             |
| Người điều khiển trước trận đấu  | Kevin Owens       |
| Người điều khiển trước trận đấu  | Michael Cole      |

### Các trận đấu khác
Trong trận đấu, Styles đã chế nhạo mẹ của Cody Rhodes (Michelle Rhodes) trong đám đông và bà đã tát vào mặt Styles. Rhodes thực hiện cú cutter và ba cú CrossRhodes lên Styles, Rhodes còng tay Styles vào dây thừng và Rhodes nhặt những bậc thang thép tiến về phía Styles, Styles hét lên I Quit khiến Rhodes giành lấy chiến thắng và giữ lại đai Undisputed WWE Championship. Sau trận đấu, Rhodes đẩy Styles vào bậc thang bằng thép. Solo Sikoa và The Bloodline tấn công Rhodes cho đến khi Randy Orton và Kevin Owens xông vào để chống lại The Bloodline.
Bianca Belair và Jade Cargill cùng kết hợp cú DDT/Wheelbarrow Suplex với Shayna Baszler, Isla Dawn đã ghim Baszler và sau đó giành chức vô địch WWE Women's Tag Team Championship.
Chad Gable tung đòn khóa Anklelock vào Sami Zayn và Gable vô tình đụng vào chân bị thương của Maxine, Otis bế Maxine lên và rời đi khỏi Gable từ chối giúp Gable giành chiến thắng. Zayn tung cú Helluva Kick để giành lấy chiến thắng giữ lại chức vô địch Intercontinental Championship.
Chelsea Green đẩy Bayley ra ngoài và Bayley giẫm lên ngón tay của Green, Green bắt đầu la mắng trọng tài và trọng tài đuổi Green ra khỏi sàn đấu, Green đến bên sàn đấu với chiếc mặt nạ luchador khiến trọng tài mất tập trung. Niven húc đầu vào Bayley và cô ấy đánh Niven bằng cú The Crucifix Driver để giành chiến thắng và giữ đai WWE Women's Championship.

### Trận đấu tâm điểm
Trong khi trọng tài bị hạ gục, McIntyre đã ghim Priest cho đến khi trọng tài thứ hai bước ra và đếm hai. Trọng tài tiết lộ là CM Punk, Punk tung cú đánh hiểm vào McIntyre và Priest tung ra cú The South of Heaven chokeslam vào McIntyre qua đó giành lấy chiến thắng giữ lại chức vô địch World Heavyweight Championship.

## Kết quả
| #                                           | Kết quả | Thể loại | Thời gian |
| ------------------------------------------- | --- | --- | --------- |
| 1                                           | Cody Rhodes (c) đánh bại AJ Styles | Trận đấu "I Quit" tranh đai Undisputed WWE Championship | 27:45     |
| 2                                           | The Unholy Union (Alba Fyre và Isla Dawn) đánh bại (Bianca Belair và Jade Cargill) (c) và (Shayna Baszler và Zoey Stark) bằng đòn kỹ thuật | Trận đấu đồng đội tay ba tranh đai WWE Women's Tag Team Championship                                                                                               | 12:10     |
| 3                                           | Sami Zayn (c) đánh bại Chad Gable (đi với Otis và Maxxine Dupri) bằng đòn kỹ thuật                                                         | Trận đấu đơn tranh đai WWE Intercontinental Championship | 22:15     |
| 4                                           | Bayley (c) đánh bại Piper Niven (đi với Chelsea Green) bằng đòn kỹ thuật                                                                   | Trận đấu đơn tranh đai WWE Women's Championship | 13:30     |
| 5                                           | Damian Priest (c) đánh bại Drew McIntyre bằng đòn kỹ thuật                                                                                 | Trận đấu đơn tranh đai World Heavyweight Championship The Judgment Day ("Dirty" Dominik Mysterio, Finn Bálor, và JD McDonagh) bị cấm xuât hiện xung quanh sàn đấu. | 20:20     |
| - (c) – chỉ người vô địch bước vào trận đấu | | |           |